# Лестер
Ле́стер (англ. Leicester [ˈlɛstə(r)]) — город и унитарная единица со статусом сити Сити-оф-Лестер в Великобритании, административный центр графства Лестершир. Расположен в регионе Восточный Мидленд.

## ИзЭСБЕ(данные конца XIX века)
Лей(че)стер — главный город английского графства того же имени на реке Сор, правом притоке Трента.
Музей, биржа, театр красивой архитектуры, развалины древнего замка; следы римской мостовой и древних стен.
Лестер — главный центр фабрик шерстяных и вязаных изделий, также здесь расположено множество других фабрик и заводов. Множество каналов при этом облегчают сообщение с внутренними рынками.
Количество жителей составляет 142 051 человек.
Лестер — древний город, известный у римлян под именем Ra’tae. При гептархии он входил в состав королевства Мерсия; в 874 году взят датчанами, которые сделали его одним из своих 5 главных городов; он был обведен крепостной стеной и укреплён замком, разрушенным в царствование Генриха II. Лестер много пострадал во время войн обеих роз и во время междоусобной войны при Карле I, когда взят был сперва роялистами, потом — республиканцами. В окрестностях — древнее аббатство, основанное в 1143 году.

## Климат
Лестер имеет морской климат с мягким и тёплым летом и прохладной зимой; дождями, распространяющимися в течение всего года, и низким уровнем солнечного света. Ближайшая официальная метеостанция находилась в Ньютауне Линфорд, примерно в 5 милях (8,0 км) к северо-западу от центра Лестера и недалеко от границы городского района. Тем не менее в 2003 году наблюдения на этом прекратились, и в настоящее время ближайшая метеорологическая станция находится в маркет-Босворте, примерно в 10 милях (16 км) к западу от центра города.
Самая высокая температура — 35,1 °C (95,2 °F) была достигнута в Лестерском университете в августе 2003 года, однако однажды температура преодолела этот порог, но это было до того, как люди начали фиксировать рекорды в Лестере; она составляет 36,7 °C (98,1 °F) 15 июля 1868 года.

## География
Унитарная единица Лестер занимает площадь 73 км² и граничит по всем сторонам света с неметропольным графством Лестершир.

## Происхождение названия
Название Лестер происходит от древнеанглийского. Впервые он записан в латинизированной форме в начале IX века как Legorensis civitatis, а в самом древнеанглийском языке — в англосаксонской хронике 924 года как Ligera ceastre. В Книге страшного суда 1086 года он записан как Ledecestre.
Первый элемент имени — это имя народа, Лигор (чьё имя появляется в Ligera ceastre в родительном падеже множественного числа); их имя, в свою очередь, произошло от реки Лигор (ныне River Soar), происхождение названия которой неизвестно, но считается, что оно происходит от бретонского (возможно, родственного с названием Луары).

## Население
На территории унитарной единицы Лестер, по данным 2001 года, проживало 279 921 человек, при средней плотности населения 3818 человек на 1 км². Лестер — наряду с Лондоном, Бирмингемом, Лутоном и Слау один из самых иммигрантских городов Англии, его разнообразный этнический состав был сформирован в 1950-е и 1960-е годы вследствие большого спроса местной промышленности на дешевую иностранную рабочую силу, и последующей иммиграцией 1970-х годов и наших дней. 30 % населения имеет южноазиатские корни. Много выходцев из Африки, Ирландии, Польши, Китая, Ямайки.

### Религия
- Собор Святого Мартина в Лестере, обычно известный как Лестерский собор, является кафедральным собором англиканской церкви и является резиденцией епископа Лестерского. Церковь была возведена в коллегиальную церковь в 1922 году и стала кафедральным собором в 1927 году после создания новой епархии Лестера в 1926 году.
- Приходская церковь Англиканской церкви Святого Николая — самое старое место поклонения в городе. Некоторые части Церкви датируются примерно 880 годом нашей эры, и недавнее архитектурное исследование предположило, что в том месте возможны даже римские строительные работы. К 1825 году церковь находилась в крайне плачевном состоянии, и были составлены планы по её сносу. Вместо этого она была тщательно отремонтирована между 1875 и 1884 годами, включая строительство нового северного прохода. Реконструкция продолжалась и в XX веке. Восьмиугольная купель XV века — из аналогичной церкви Святого Михаила Великого в Стэмфорде; этот элемент был перенесён в церковь Святого Николая.
- В XIX веке Лестер был центром нонконформистских течений христианства, в нём было построено много религиозных зданий, включая баптистские, конгрегационные, методистские и католические конгрегации.
- В 2011 году крупнейшей по численности религиозной группой в городе были христиане (32,4 %), следующими — мусульмане (18,6 %), а затем индусы (15,2 %), сикхи (4,4 %), буддисты (0.4 %), иудеи (0,1 %). Кроме того, 0,6 % принадлежали к другим религиям, 22,8 % не религиозны, и 5,6 % не ответили на вопрос[4].
- Город является домом для мест поклонения или собраний для всех упомянутых религиозных групп и многих их соответствующих субконфессий. Например, в случае иудаизма только 0,1 % жителей объявили его своей верой, но в городе есть три действующие синагоги: одна либеральная, одна ортодоксальная и одна мессианская.

## Политика
Лестер управляется советом унитарной единицы, состоящим из 54 депутатов, избранных в 22 округах. В результате последних выборов 5 мая 2011 года 52 мест в совете занимают лейбористы. Консервативная партия и партия либеральных демократов представлены по одному члену в совете.

## Экономика
Лестер имеет вторую по величине экономику в Восточном Мидленде, после Ноттингема.
В Лестере находится штаб-квартира крупной компании BSS Group, занимающейся строительными материалами. Акции компании входят в базу расчёта индекса FTSE 250.
Компании, имеющие свои основные офисы или значительные объекты в Лестере и его окрестностях, включают:
- Brantano Footwear (англ.)
- Dunelm Group (англ.)
- Next (англ.)
- Shoe Zone (англ.)
- Everards (англ.)
- KPMG
- Mazars
- Cambridge & Counties Bank (англ.)
- HSBC и Santander
- Hastings Insurance (англ.)
- British Gas
- British Telecom
- Caterpillar
- Topps Tiles (англ.)
- DHL

## Образование
В городе находятся 2 университета: Университет Лестера, входящий в Топ-15 университетов Великобритании с 2009 года (согласно рейтингам Times Good University Guide и Guardian University Guide), а также Университет ДеМонфорт.
В Лестере расположен основной офис Британского психологического общества.

## Спорт
В Лестере базируется профессиональный футбольный клуб «Лестер Сити», который в сезоне 2015/16 стал чемпионом Англии. Кроме того, «Лестер Сити» является обладателем кубка Англии 2020/21, трехкратным обладателем Кубка Футбольной лиги (1964, 1997, 2000) и обладателем Суперкубка Англии (1971, 2021). С 1891 до 2002 года «Лестер» выступал на стадионе «Филберт Стрит» вместимостью 22 000 зрителей. С 2003 года клуб принимает соперников на стадионе «Кинг Пауэр» (вместимость — 32 262 зрителей).
Команда «Лестер Тайгерс» является самой титулованной за период профессиональной лиги регбийной командой в Англии. Девять раз спортсмены становились чемпионами страны, причём пять титулов были добыты в течение семи лет. «Тайгерс» — одна из четырёх команд (наряду с «Глостером», «Батом» и «Лондон Уоспс»), никогда не покидавших высший дивизион. Более того, клуб никогда не опускался ниже шестой строчки в таблице по итогам сезона.
В Лестере родились известные снукеристы: например, Вилли Торн, Том Форд, Бен Вулластон, а также один из самых успешных игроков нового поколения Марк Селби — чемпион мира 2014, 2016, 2017 и 2021.

## Города-побратимы
Лестер является городом-побратимом следующих городов:
- Страсбург (фр. Strasbourg), Франция (1960);
- Крефельд (нем. Krefeld), Германия (1969);
- Масая (исп. Masaya), Никарагуа (1987);
- Чунцин (кит. трад. 重慶, упр. 重庆, пиньинь Chóngqìng) , Китай (1993);
- Раджкот (хинди राजकोट), Индия (1996);
- Хасково (болг. Хасково), Болгария (2008).